# Rhyacophila ravizzai
Rhyacophila ravizzai är en nattsländeart som beskrevs av Moretti 1991. Rhyacophila ravizzai ingår i släktet Rhyacophila och familjen rovnattsländor. Inga underarter finns listade i Catalogue of Life.